# The Gay Lord Waring
The Gay Lord Waring è un film muto del 1916 diretto da Otis Turner. La sceneggiatura si basa sul romanzo omonimo di Houghton Townley pubblicato a New York nel 1910.

## Trama
Il nobile ma spiantato Lord Arthur Waring si trova in grave difficoltà dopo essere stato la causa di un incidente automobilistico in cui è rimasta gravemente ferita Helen Von Gerold. Per pagare le spese mediche della ragazza, fa un patto con Mark, il fratello minore, un uomo ricco ma senza scrupoli che vuole indietro il prestito entro sei mesi: in caso contrario, Arthur - che non ha altra garanzia che il proprio titolo nobiliare - dovrà suicidarsi, permettendo così al fratello di diventare lui il nuovo Lord Waring.
Passano i sei mesi concordati, ma Arthur non è riuscito a trovare il denaro che gli serve per pagare il debito. Mentre medita sul suo prossimo suicidio che ormai vede inevitabile, sente un allarme: accorre così in casa Von Gerold dov'è scoppiato un incendio, provocato incidentalmente dal padre di Helen. Mentre Arthur mette in salvo la ragazza, suo fratello Mark che sta arrivando al galoppo, cade da cavallo, restando ucciso. Arthur, che eredita la fortuna di Mark, ora ha la possibilità di dichiararsi a Helen.

## Produzione
Il film fu prodotto dall'Universal Film Manufacturing Company (come Bluebird Photoplays Inc.).

## Distribuzione
Il copyright del film, richiesto dalla Bluebird Photoplays, Inc., fu registrato il 1º aprile 1916 con il numero LP8004. Distribuito dall'Universal Film Manufacturing Company, il film uscì nelle sale cinematografiche statunitensi il 24 aprile 1916.